# Wolfgang Szaivert
Wolfgang Szaivert (* 9. Juni 1950 in Wien) ist ein österreichischer Numismatiker.

## Leben
Nach der Matura 1968 in Wien studierte er von 1968 bis 1975 alte Geschichte, klassische Archäologie, Ur- und Frühgeschichte, Kunstgeschichte und Orientalistik an der Universität Wien. 1971 wurde er Studienassistent am Institut für Antike Numismatik und Vorislamische Geschichte Mittelasiens bei Robert Göbl. Nach der Promotion 1975 zum Dr. phil. wurde er zum Universitätsassistenten ernannt. Nach der Habilitation 1984 mit der Lehrbefugnis für Numismatik wurde er zum Universitätsdozenten ernannt; 1992 wurde ihm der Berufstitel Außerordentlicher Universitätsprofessor verliehen. 1997 erhielt er auch den Amtstitel Außerordentlicher Universitätsprofessor. Von 2010 bis 2011 war er Institutsvorstand. Am 29. Februar 2012 trat er in den Ruhestand.

## Schriften (Auswahl)
- Die Münzprägung der Kaiser Marcus Aurelius, Lucius Verus und Commodus (161–192). Verlag der Österreichischen Akademie der Wissenschaften, Wien 1989, ISBN 3-7001-0778-1.
- Die antiken Münzen aus St. Pöltner Museen. Die Sammlungen des Diözesanmuseums und des Stadtmuseums. Verlag der Österreichischen Akademie der Wissenschaften, Wien 1992, ISBN 3-7001-1940-2.
- mit Reinhard Wolters: Löhne, Preise, Werte. Quellen zur römischen Geldwirtschaft. Wissenschaftliche Buchgesellschaft, Darmstadt 2005, ISBN 3-534-16774-0.
- Münzen und Medaillen. Das Münzkabinett des Benediktinerstifts Kremsmünster. Katalog zur Ausstellung in der Stiftsbibliothek. Benediktinerstift Kremsmünster, Kremsmünster 2013, ISBN 978-3-902754-04-2.